# Viorica Susanu
Viorica Susanu, romunska veslačica, * 29. oktober 1975, Galaţi.